# Erez Tal

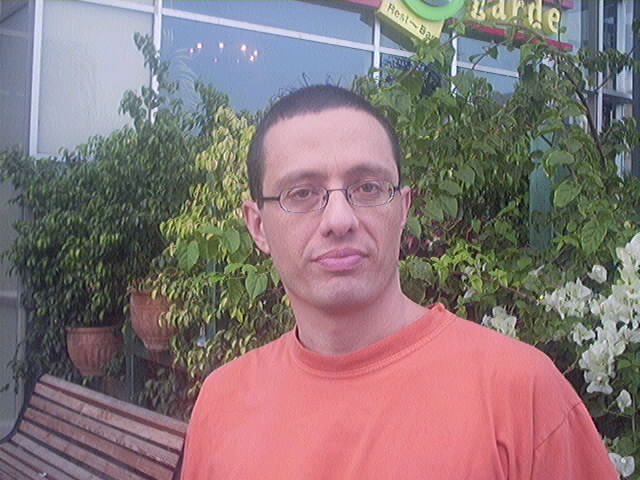
Erez Tal (2008)

Erez Tal (hebräisch ארז טל; * 27. Juli 1961 in Tel Aviv, Israel), eigentlich Erez Ben-Tulila, ist ein israelischer Moderator.

## Leben
Tal heiratete am 21. April 2005 Gili Levi. Sie haben ein Kind zusammen.
Tal hat über 25 Jahre Erfahrung als Moderator. Hervorzuheben ist seine Arbeit als Moderator bei der israelischen Version von Big Brother. Darüber hinaus hat er die Spielshow The Vault entwickelt und moderiert. Außerdem war er der israelische Kommentator zum Eurovision Song Contest 2018 in Lissabon, Portugal.
Am 26. Januar 2019 wurde bekannt, dass er zusammen mit Bar Refaeli, Assi Azar und Lucy Ayoub den Eurovision Song Contest 2019 in seiner Geburtsstadt Tel Aviv moderieren wird.